# 2,4,5-三羟基安非他命
2,4,5-三羟基安非他命（缩写THM，也称为α-甲基-6-羟基多巴胺，α-methyl-6-hydroxydopamine）是一种神經毒素和MDMA代谢产物，分子式C9H13NO3，由3,4-亚甲二氧基苯丙胺（MDA）开环羟基化生成，可降低色氨酸羟化酶和酪氨酸羟化酶的活性。